# میشائل گلکنر
میشائل گلکنر (ایتالیایی: Michael Glöckner؛ زادهٔ ۲۷ مهٔ ۱۹۶۹) دوچرخه‌سوار اهل آلمان است.
وی در مسابقات کشوری و بین‌المللی در مجموع برندهٔ ۱ مدال طلا شده‌است.